# 错那乌头
错那乌头（学名：Aconitum nakaoi），为毛茛科乌头属下的一个植物种。